# Mores (Italië)
Mores is een gemeente in de Italiaanse provincie Sassari op Sardinië.
De plaats ligt ten zuiden van de agrarische hoogvlakte Logudoro. Het bijzonderste gebouw van Mores is de klokkentoren van de kerk, die met zijn 46 meter, de hoogste van het eiland is. 

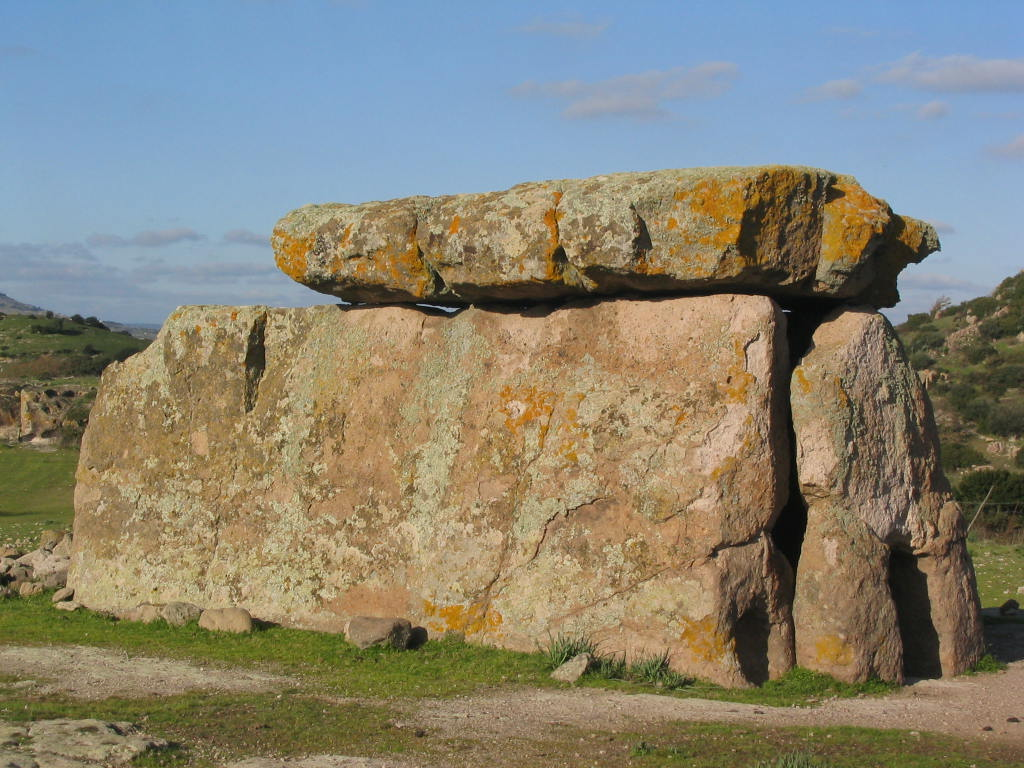
De dolmen de Sa Coveccada in Mores

Rondom de plaats liggen enkele prehistorische bouwwerken zoals de dolmen van Sa Covaccada, het uitgehouwen rotsblok Su Crastu de Santu Eliseu en de nuraghe Sos Istattos.
In 2003 is nabij de plaats een racecircuit geopend, het eerste van het eiland Sardinië.